# 다카라즈카 가극단 61기생
다카라즈카 가극단 61기생은 1973년에 다카라즈카 음악학교에 입학, 1975년에 졸업, 같은 해에 다카라즈카 가극단에 입단한 46명을 가리킨다.

## 개요
초무대 공연 연목은 『봄의 다카라즈카오도리』 『라무르・아・파리』이다.
이 기에는 전 하나구미 톱여역 와카바 히로미, 전 호시구미 톱여역 코죠 레이카, 전 하나구미 니반테 남역 스타 아사카 준, 전 츠키구미 남역 스타 키리 사토미, 전 전과 여역 이치하라 케이, 전 전과 남역이자 전 유키구미 조장 에비라 카오루가 입단하였다.
1976년 4월 28일에 조배속이 되었다.
2017년에 에비라 카오루가 퇴단함에 따라, 61기생 전원이 퇴단하였다.

## 주요 학생

### OG
- 와카바 히로미 : 전 하나구미 톱여역
- 코죠 레이카 : 전 호시구미 톱여역
- 아사카 준 : 전 하나구미 니반테 남역
- 키리 사토미 : 전 츠키구미 남역
- 이치하라 케이 : 전 전과 여역
- 에비라 카오루 : 전 전과 남역, 전 유키구미 조장

## 일람
| 예명            | 생일      | 출신지                       | 출신 학교                               | 예명의 유래                                          | 애칭                 | 역할 | 퇴단년도 | 비고                                                                                                  |
| --------------- | --------- | ---------------------------- | --------------------------------------- | ---------------------------------------------------- | -------------------- | ---- | -------- | --- |
| 愛田まち        | 3월 26일  | 효고현 니시노미야시          | 코난중학교                              |                                                      | 아이짱, 마치         | 여역 | 1983년   | 종합무대예술가・나카마 유우코 엄마가 히노토리 미나 (61)의 아빠와 재혼 히노토리 미나는 동기이자 의자매 |
| 아이다 마치     | 3월 26일  | 효고현 니시노미야시          | 코난중학교                              |                                                      | 아이짱, 마치         | 여역 | 1983년   | 종합무대예술가・나카마 유우코 엄마가 히노토리 미나 (61)의 아빠와 재혼 히노토리 미나는 동기이자 의자매 |
| あごう沙知      | 1월 23일  | 도쿄도 타이토쿠              | 치요다여학원                            | 전진의 GO・ 자신이 가는 길이 행복하기를              | 후미                 | 남역 | 1986년   | |
| 아고우 사치     | 1월 23일  | 도쿄도 타이토쿠              | 치요다여학원                            | 전진의 GO・ 자신이 가는 길이 행복하기를              | 후미                 | 남역 | 1986년   | |
| 麻光            | 1월 4일   | 효고현 다카라즈카시          | 다카라즈카고등학교                      |                                                      | 마-치, 마아쨩        | 남역 | 1978년   | |
| 아사 히카리     | 1월 4일   | 효고현 다카라즈카시          | 다카라즈카고등학교                      |                                                      | 마-치, 마아쨩        | 남역 | 1978년   | |
| 朝香じゅん      | 12월 7일  | 도쿄도 미나토구              | 모리무라가쿠엔                          |                                                      | 루코, 루리짱         | 남역 | 1991년   | 배우・가수                                                                                            |
| 아사카 준       | 12월 7일  | 도쿄도 미나토구              | 모리무라가쿠엔                          |                                                      | 루코, 루리짱         | 남역 | 1991년   | 배우・가수                                                                                            |
| 朝風めぐみ      | 2월 17일  | 효고현 니시노미야시          | 다카라즈카제1중학교                     | 아빠가 지어줌                                        | 테케, 노리코짱       | 여역 | 1982년   | |
| 아사카제 메구미 | 2월 17일  | 효고현 니시노미야시          | 다카라즈카제1중학교                     | 아빠가 지어줌                                        | 테케, 노리코짱       | 여역 | 1982년   | |
| 新千宏          | 7월 18일  | 야마구치현 시모노세키시      | 시모노세키미나미고등학교                | 가족 이름                                            | 오요, 요코짱         | 여역 | 1985년   | 개명 아라타 치히로 (新千ひろ) 남편 토자이화학산업 사장 코노 신이치로                                  |
| 아라타 치히로   | 7월 18일  | 야마구치현 시모노세키시      | 시모노세키미나미고등학교                | 가족 이름                                            | 오요, 요코짱         | 여역 | 1985년   | 개명 아라타 치히로 (新千ひろ) 남편 토자이화학산업 사장 코노 신이치로                                  |
| 安城聖          | 8월 30일  | 오사카부 모리구치시          | 모리구치고등학교                        |                                                      | 보부                 | 남역 | 1977년   | |
| 안죠 히지리     | 8월 30일  | 오사카부 모리구치시          | 모리구치고등학교                        |                                                      | 보부                 | 남역 | 1977년   | |
| 五十鈴さより    | 5월 14일  | 효고현 히메지시              | 히메지니시고등학교                      |                                                      |                      | 여역 | 1976년   | |
| 이스지 사요리   | 5월 14일  | 효고현 히메지시              | 히메지니시고등학교                      |                                                      |                      | 여역 | 1976년   | |
| 一原けい        | 8월 22일  | 교토부 교토시                | 세이모가쿠인고등학교                    | 지인이 지어줌                                        | 푸리마               | 여역 | 2014년   | |
| 이치하라 케이   | 8월 22일  | 교토부 교토시                | 세이모가쿠인고등학교                    | 지인이 지어줌                                        | 푸리마               | 여역 | 2014년   | |
| 箙かおる        | 12월 8일  | 효고현 고베시                | 고베시립이쿠타중학교                    | 존경하는 선생님이 명명                               | 챠루                 | 남역 | 2017년   | 일본무용 와카야나기 요시노부요                                                                        |
| 에비라 카오루   | 12월 8일  | 효고현 고베시                | 고베시립이쿠타중학교                    | 존경하는 선생님이 명명                               | 챠루                 | 남역 | 2017년   | 일본무용 와카야나기 요시노부요                                                                        |
| 江里美幸        | 3월 31일  | 오사카부 오사카시 키타구     | 소우아이가쿠인                          |                                                      | 모토코               | 여역 | 1985년   | 동생 시죠 나나호 (63, 개명 시키 나나호)                                                               |
| 에리 미유키     | 3월 31일  | 오사카부 오사카시 키타구     | 소우아이가쿠인                          |                                                      | 모토코               | 여역 | 1985년   | 동생 시죠 나나호 (63, 개명 시키 나나호)                                                               |
| 扇千花          | 6월 6일   | 도쿄도 메구로구              | 짓센죠시가쿠엔                          | 오오기 치카게가 지어줌                               | 야스코, 얏짱         | 여역 | 1977년   | |
| 오우기 치카     | 6월 6일   | 도쿄도 메구로구              | 짓센죠시가쿠엔                          | 오오기 치카게가 지어줌                               | 야스코, 얏짱         | 여역 | 1977년   | |
| 大川令於        | 9월 1일   | 도쿄도 메구로구              | 도쿄학예대학부속중학교                  |                                                      | 시카코, 레오         | 남역 | 1982년   | |
| 오오카와 레오   | 9월 1일   | 도쿄도 메구로구              | 도쿄학예대학부속중학교                  |                                                      | 시카코, 레오         | 남역 | 1982년   | |
| 大城つばさ      | 10월 13일 | 오사카부 이케다시            | 미노오고등학교                          | 자신이 고안                                          | 마론, 쿠리쨩, 쿠리봉 | 남역 | 1980년   | |
| 오오시로 츠바사 | 10월 13일 | 오사카부 이케다시            | 미노오고등학교                          | 자신이 고안                                          | 마론, 쿠리쨩, 쿠리봉 | 남역 | 1980년   | |
| 影ちさと        | 10월 20일 | 도쿄도                       | 오오츠마여자대학부속 나카노여자고등학교 | 지인이 지어줌                                        | 엣쨩, 핫토, 핫탄     | 남역 | 1980년   | |
| 카게 치사토     | 10월 20일 | 도쿄도                       | 오오츠마여자대학부속 나카노여자고등학교 | 지인이 지어줌                                        | 엣쨩, 핫토, 핫탄     | 남역 | 1980년   | |
| 風帆里紗        | 9월 26일  | 홋카이도 오비히로시          | 다카라즈카고등학교                      | 자신이 고안                                          | 스가쨩, 리사         | 남역 | 1978년   | |
| 카자호 리사     | 9월 26일  | 홋카이도 오비히로시          | 다카라즈카고등학교                      | 자신이 고안                                          | 스가쨩, 리사         | 남역 | 1978년   | |
| 桐さと実        | 10월 25일 | 오사카부 오사카시 아베노구   | 도쿄도립카미시로고등학교                | 본명에서 한글자를 따서 자신이 지음                   | 카타쨩               | 남역 | 1989년   | 배우                                                                                                  |
| 키리 사토미     | 10월 25일 | 오사카부 오사카시 아베노구   | 도쿄도립카미시로고등학교                | 본명에서 한글자를 따서 자신이 지음                   | 카타쨩               | 남역 | 1989년   | 배우                                                                                                  |
| 湖条れいか      | 6월 12일  | 효고현 고베시 스마구         | 시부야고등학교                          | 언니의 예명                                          | 츳츠, 레이카         | 여역 | 1986년   | 언니 코죠 치아키 (59) 가수                                                                            |
| 코죠 레이나     | 6월 12일  | 효고현 고베시 스마구         | 시부야고등학교                          | 언니의 예명                                          | 츳츠, 레이카         | 여역 | 1986년   | 언니 코죠 치아키 (59) 가수                                                                            |
| 西城杏奈        | 1월 28일  | 도쿄도 미나토구              | 오오츠마여자대학부속 나카노여자고등학교 | 존경하는 선생님이 명명                               | 마츠봇쿠리           | 남역 | 1979년   | |
| 사이죠 안나     | 1월 28일  | 도쿄도 미나토구              | 오오츠마여자대학부속 나카노여자고등학교 | 존경하는 선생님이 명명                               | 마츠봇쿠리           | 남역 | 1979년   | |
| 早乙女マリア    | 1월 1일   | 효고현 니시노미야시          | 나루오고등학교                          |                                                      | 욧시, 마리야         | 여역 | 1977년   | |
| 사오토메 마리아 | 1월 1일   | 효고현 니시노미야시          | 나루오고등학교                          |                                                      | 욧시, 마리야         | 여역 | 1977년   | |
| 朱雀薫          | 5월 24일  | 오사카부 오사카시 죠토구     | 오사카신아이죠가쿠인                    | 겐지모노가타리                                       | 하밍, 히로미짱       | 남역 | 1978년   | 후에 여역 전환. 딸 타쿠마 사키 (83) 딸 루네 마이카 (87, 개명 이쿠오 요시코)                           |
| 스쟈쿠 카오루   | 5월 24일  | 오사카부 오사카시 죠토구     | 오사카신아이죠가쿠인                    | 겐지모노가타리                                       | 하밍, 히로미짱       | 남역 | 1978년   | 후에 여역 전환. 딸 타쿠마 사키 (83) 딸 루네 마이카 (87, 개명 이쿠오 요시코)                           |
| 鈴美音          | 12월 22일 | 도쿄도 시부야구              | 짓센죠시가쿠엔                          | 존경하는 선생님이 명명                               | 유미짱               | 여역 | 1987년   | |
| 스즈 미네       | 12월 22일 | 도쿄도 시부야구              | 짓센죠시가쿠엔                          | 존경하는 선생님이 명명                               | 유미짱               | 여역 | 1987년   | |
| 瀬尾はやみ      | 6월 29일  | 도쿄도 코가네이시            | 후지무라여자고등학교                    |                                                      | 노아                 | 남역 | 1984년   | 개명 마도카 테루 (まどか輝)                                                                           |
| 세오 하야미     | 6월 29일  | 도쿄도 코가네이시            | 후지무라여자고등학교                    |                                                      | 노아                 | 남역 | 1984년   | 개명 마도카 테루 (まどか輝)                                                                           |
| 千みどり        | 7월 8일   | 효고현 니시노미야시          | 슈쿠가와가쿠인                          | 존경하는 선생님이 명명                               | 미유키               | 여역 | 1980년   | |
| 센 미도리       | 7월 8일   | 효고현 니시노미야시          | 슈쿠가와가쿠인                          | 존경하는 선생님이 명명                               | 미유키               | 여역 | 1980년   | |
| 環潤            | 10월 13일 | 효고현 니시노미야시          | 고베쇼인죠시가쿠인                      | 가족이 고안                                          | 쿠미, 츠타           | 남역 | 1980년   | |
| 타마키 준       | 10월 13일 | 효고현 니시노미야시          | 고베쇼인죠시가쿠인                      | 가족이 고안                                          | 쿠미, 츠타           | 남역 | 1980년   | |
| 千鳥さくら      | 8월 12일  | 도쿄도                       | 여자미술대학부속                        | 도쿄 물떼새가 연안의 벚꽃으로부터 토베 긴사쿠가 명명 | 앗키, 사쿠라짱, 앗코 | 여역 | 1981년   | |
| 치도리 사쿠라   | 8월 12일  | 도쿄도                       | 여자미술대학부속                        | 도쿄 물떼새가 연안의 벚꽃으로부터 토베 긴사쿠가 명명 | 앗키, 사쿠라짱, 앗코 | 여역 | 1981년   | |
| 朱鷺のぼる      | 8월 8일   | 도쿄도 나카노구              | 요츠야상업고등학교                      |                                                      | 오시바, 쟝, 푸, 시바 | 남역 | 1980년   | |
| 토키 노보루     | 8월 8일   | 도쿄도 나카노구              | 요츠야상업고등학교                      |                                                      | 오시바, 쟝, 푸, 시바 | 남역 | 1980년   | |
| 奈樹まさみ      | 1월 26일  | 오사카부 오사카시 오오요도구 | 사쿠라즈카고등학교                      | 일본무용나토리나(名取名)                             | 시쇼, 마사미         | 여역 | 1983년   | |
| 나기 마사미     | 1월 26일  | 오사카부 오사카시 오오요도구 | 사쿠라즈카고등학교                      | 일본무용나토리나(名取名)                             | 시쇼, 마사미         | 여역 | 1983년   | |
| 奈知優          | 8월 16일  | 오사카부                     | 센신가쿠엔                              |                                                      | 나치                 | 남역 | 1977년   | |
| 나치 마사루     | 8월 16일  | 오사카부                     | 센신가쿠엔                              |                                                      | 나치                 | 남역 | 1977년   | |
| 夏川ゆかり      | 7월 11일  | 효고현 니시노미야시          | 피승천학원                              |                                                      | 키-, 키이코          | 여역 | 1981년   | |
| 나츠카와 유카리 | 7월 11일  | 효고현 니시노미야시          | 피승천학원                              |                                                      | 키-, 키이코          | 여역 | 1981년   | |
| 夏城淳          | 6월 17일  | 도쿄도 마치다시              | 일본대학부속 사쿠라오카고등학교         |                                                      | 준                   | 남역 | 1979년   | 엄마 미즈마치 노부코 (16) 동생 유키시로 마리카 (62)                                                   |
| 나츠키 준       | 6월 17일  | 도쿄도 마치다시              | 일본대학부속 사쿠라오카고등학교         |                                                      | 준                   | 남역 | 1979년   | 엄마 미즈마치 노부코 (16) 동생 유키시로 마리카 (62)                                                   |
| 花篠まり恵      | 3월 17일  | 도쿄도 미나토구              | 리츠쿄죠가쿠인                          |                                                      | 히사에짱             | 여역 | 1980년   | |
| 하나죠 마리에   | 3월 17일  | 도쿄도 미나토구              | 리츠쿄죠가쿠인                          |                                                      | 히사에짱             | 여역 | 1980년   | |
| 花宮らら        | 11월 7일  | 오카야마 와케군              | 니시노미야고등학교                      | 밝고 꽃처럼                                          | 라라                 | 여역 | 1983년   | |
| 하나미야 라라   | 11월 7일  | 오카야마 와케군              | 니시노미야고등학교                      | 밝고 꽃처럼                                          | 라라                 | 여역 | 1983년   | |
| 火の鳥美奈      | 1월 9일   | 효고현 니시노미야시          | 니시노미야고등학교                      | 불새처럼 정열과 날갯짓                               | 오-샹                | 남역 | 1987년   | 후에 여역 전환/ 아빠가 아이다 마치(61)의 엄마와 재혼. 아이다 마치는 동기이자 의자매                   |
| 히노토리 미나   | 1월 9일   | 효고현 니시노미야시          | 니시노미야고등학교                      | 불새처럼 정열과 날갯짓                               | 오-샹                | 남역 | 1987년   | 후에 여역 전환/ 아빠가 아이다 마치(61)의 엄마와 재혼. 아이다 마치는 동기이자 의자매                   |
| 星月美砂        | 12월 2일  | 오사카부 오사카시 키타구     | 고베쇼인죠시가쿠인                      | 존경하는 선생님이 명명                               | 오쿠짱, 토코짱       | 여역 | 1979년   | |
| 호시즈키 미사   | 12월 2일  | 오사카부 오사카시 키타구     | 고베쇼인죠시가쿠인                      | 존경하는 선생님이 명명                               | 오쿠짱, 토코짱       | 여역 | 1979년   | |
| 穂高真理        | 11월 26일 | 아이치현 나고야시 치쿠사구   | 다카라즈카중학교                        |                                                      | 릿페                 | 여역 | 1980년   | |
| 호다카 마리     | 11월 26일 | 아이치현 나고야시 치쿠사구   | 다카라즈카중학교                        |                                                      | 릿페                 | 여역 | 1980년   | |
| 麻泉沙里        | 7월 25일  | 효고현 고베시 히가시나다구   | 고베야마테가쿠엔                        |                                                      | 오시노               | 여역 | 1984년   | 아빠 유메지 이토시 숙부 키미 코이시                                                                   |
| 마이즈미 사리   | 7월 25일  | 효고현 고베시 히가시나다구   | 고베야마테가쿠엔                        |                                                      | 오시노               | 여역 | 1984년   | 아빠 유메지 이토시 숙부 키미 코이시                                                                   |
| 摩耶みつほ      | 3월 25일  | 도쿄도 세타가야구            | 오노가쿠엔                              | 마야산                                               | 간쨩                 | 남역 | 1981년   | |
| 마야 미츠호     | 3월 25일  | 도쿄도 세타가야구            | 오노가쿠엔                              | 마야산                                               | 간쨩                 | 남역 | 1981년   | |
| 麻由なつみ      | 2월 5일   | 오사카부                     | 토요나카제6중학교                       |                                                      | 덴                   | 여역 | 1984년   | |
| 마유 나츠미     | 2월 5일   | 오사카부                     | 토요나카제6중학교                       |                                                      | 덴                   | 여역 | 1984년   | |
| 瑞城聖          | 8월 7일   | 오사카부 오사카시 텐노지구   | 텐노지중학교                            |                                                      | 도레미               | 남역 | 1982년   | |
| 미즈키 세이     | 8월 7일   | 오사카부 오사카시 텐노지구   | 텐노지중학교                            |                                                      | 도레미               | 남역 | 1982년   | |
| 美舟幸          | 2월 18일  | 효고현 고베시 나다구         | 오키나와현립오로쿠고등학교              | 본명                                                 | 미후네               | 남역 | 1980년   | 엄마 츠키조라 미후네 (28)                                                                             |
| 미후네 사치     | 2월 18일  | 효고현 고베시 나다구         | 오키나와현립오로쿠고등학교              | 본명                                                 | 미후네               | 남역 | 1980년   | 엄마 츠키조라 미후네 (28)                                                                             |
| 美代かほり      | 3월 29일  | 효고현 다카라즈카시          | 나가오중학교                            | 존경하는 선생님이 명명                               | 키요미짱             | 여역 | 1981년   | |
| 미요 카오리     | 3월 29일  | 효고현 다카라즈카시          | 나가오중학교                            | 존경하는 선생님이 명명                               | 키요미짱             | 여역 | 1981년   | |
| 優ひかり        | 6월 22일  | 오사카부 오사카시            | 바이카가쿠엔                            | 본명                                                 | 스즈에               | 여역 | 1982년   | 동생 마코토 아이 (63) 동생 아나운서 세키오카 카오리 배우                                              |
| 유우 히카리     | 6월 22일  | 오사카부 오사카시            | 바이카가쿠엔                            | 본명                                                 | 스즈에               | 여역 | 1982년   | 동생 마코토 아이 (63) 동생 아나운서 세키오카 카오리 배우                                              |
| 梨花まなみ      | 10월 21일 | 오사카부 오사카시 히가시구   | 테즈카야마중학교                        | 가족이 고안                                          | 유코짱               | 여역 | 1980년   | |
| 리카 마나미     | 10월 21일 | 오사카부 오사카시 히가시구   | 테즈카야마중학교                        | 가족이 고안                                          | 유코짱               | 여역 | 1980년   | |
| 礼さぎり        | 3월 1일   | 효고현 고베시 효고구         | 무코가와가쿠인                          | 자신이 결정                                          | 사기리               | 남역 | 1978년   | |
| 레이 사기리     | 3월 1일   | 효고현 고베시 효고구         | 무코가와가쿠인                          | 자신이 결정                                          | 사기리               | 남역 | 1978년   | |
| 若葉ひろみ      | 4월 29일  | 오사카부 토요나카시          | 오사카쇼인가쿠엔                        |                                                      | 히토미, 히토미짱     | 남역 | 1985년   | 후에 여역 전환 배우                                                                                   |
| 와카바 히로미   | 4월 29일  | 오사카부 토요나카시          | 오사카쇼인가쿠엔                        |                                                      | 히토미, 히토미짱     | 남역 | 1985년   | 후에 여역 전환 배우                                                                                   |